# Visconde da Capelinha
Visconde da Capelinha é um título nobiliárquico criado por D. Luís I de Portugal, por Decreto de 22 de Setembro de 1870, em favor de Manuel Joaquim Tavares Pais de Sousa e Andrade, antes 1.º Barão da Capelinha.
Titulares
1. Manuel Joaquim Tavares Pais de Sousa e Andrade, 1.º Barão e 1.º Visconde da Capelinha.